# Consonant sibilant
Una consonant sibilant (o simplement sibilant en l'àmbit de la fonètica) és aquella consonant fricativa o africada que s'articula de manera que l'aire frega les dents en sortir de la boca. Concentra l'energia acústica en les bandes altes de freqüència i, per tant, són percebudes amb una intensitat alta. Algunes llengües africanes distingeixen entre sibilants xiulades i ordinàries.

## En català
Les sibilants que es consideren una sibilant en català són:
- [s]
- [z]
- [ʃ]
- [ʒ]
- [tʃ]
- [dʒ]